# Aucklandobius gressitti
Aucklandobius gressitti är en bäcksländeart som beskrevs av Joachim Illies 1974. Aucklandobius gressitti ingår i släktet Aucklandobius och familjen Gripopterygidae. Inga underarter finns listade i Catalogue of Life.